# Het Fortuin (Rijswijk)
Het Fortuin (Het Fortuintje, of Clarissa Maria) is een voormalige stellingmolen in Rijswijk. De molen is gebouwd in 1761 als trasmolen. De molen werd in 1892-1894 in verband met de verbreding van de Vliet vijf meter in westelijke richting verplaatst en omgebouwd tot houtzaagmolen, en kreeg de naam Clarissa Maria. In 1911 is de molen van de bovenbouw ontdaan en de onderbouw omgebouwd tot houtzagerij met een aandrijving door een stoommachine. Deze werd naderhand vervangen door een gasmotor. Tot 1965 is de zagerij nog in bedrijf geweest en raakte daarna in verval. In 1976 zijn de restanten weggehaald. Op de huidige plaats van de molen ligt nu de brug Het Fortuin (brug).